# محطة قطار غريمسبي تاون
محطة قطار غريمسبي تاون (بالإنجليزية: Grimsby Town railway station)‏‏ هي محطة قطار في المملكة المتحدة، تُشغلها قطارات إيست ميدلاند. افتُتحت هذه المحطة في 29 فبراير 1848، ويبلغ عدد مسارات أرصفتها 3.